# What a Diff'rence a Day Makes!

What a Diff'rence a Day Makes! est un album de 1959 de Dinah Washington qui l'a propulsée en tête des ventes.

## Titres
| No  | Titre                         | Durée |
| --- | ----------------------------- | ----- |
| 1.  | I Remember You (en)           | 2:42  |
| 2.  | I Thought About You           | 2:28  |
| 3.  | That's All There Is to That   | 2:15  |
| 4.  | I Won't Cry Anymore           | 2:15  |
| 5.  | I'm Thru With Love            | 2:23  |
| 6.  | Cry Me a River                | 2:24  |
| 7.  | What a Diff'rence a Day Makes | 2:35  |
| 8.  | Nothing in the World          | 3:12  |
| 9.  | Manhattan (en)                | 4:13  |
| 10. | Time After Time (en)          | 2:27  |
| 11. | It's Magic                    | 2:28  |
| 12. | A Sunday Kind of Love (en)    | 2:26  |